# ÖFB-Cup 1970-1971
La ÖFB-Cup 1970-1971 è stata la 37ª edizione della coppa nazionale di calcio austriaca.

## Ottavi di finale
| Squadra 1           | Risultato   | Squadra 2            |
| ------------------- | ----------- | -------------------- |
| 26 settembre 1970   |             |                      |
| Grazer AK           | 2 - 1       | Kapfenberger         |
| Simmering           | 3 - 3 (dts) | Wacker Wien          |
| 27 settembre 1970   |             |                      |
| VÖEST Linz          | 7 - 1       | Red Star Knittelfeld |
| 1º novembre 1970    |             |                      |
| Wacker              | 1 - 0       | Simmering            |
| 8 dicembre 1970     |             |                      |
| Austria Salisburgo  | 3 - 1       | LASK                 |
| Rapid Vienna        | 2 - 1       | Eisenstadt           |
| Sturm Graz          | 2 - 1 (dts) | Wiener SC            |
| Wacker Innsbruck    | 0 - 1 (dts) | Austria Vienna       |
| 13 dicembre 1970    |             |                      |
| WSG Swarovski Tirol | 0 - 0 (dts) | First Vienna         |
| 13 febbraio 1971    |             |                      |
| First Vienna        | 4 - 0       | WSG Swarovski Tirol  |

## Quarti di finale
| Squadra 1        | Risultato | Squadra 2          |
| ---------------- | --------- | ------------------ |
| 20 febbraio 1971 |           |                    |
| Sturm Graz       | 1 - 0     | Austria Salisburgo |
| First Vienna     | 2 - 1     | VÖEST Linz         |
| Wacker           | 0 - 5     | Rapid Vienna       |
| 21 febbraio 1971 |           |                    |
| Austria Vienna   | 1 - 0     | Grazer AK          |

## Semifinale
| Squadra 1      | Risultato | Squadra 2    |
| -------------- | --------- | ------------ |
| 21 aprile 1971 |           |              |
| Austria Vienna | 5 - 1     | Sturm Graz   |
| Rapid Vienna   | 3 - 1     | First Vienna |

## Finale
| Squadra 1      | Risultato   | Squadra 2    |
| -------------- | ----------- | ------------ |
| 9 giugno 1971  |             |              |
| Austria Vienna | 2 - 1 (dts) | Rapid Vienna |